# Starý Petřín
Starý Petřín (en allemand : Alt Petrein) est une commune du district de Znojmo, dans la région de Moravie-du-Sud, en République tchèque. Sa population s'élevait à 223 habitants en 2020.

## Géographie
Starý Petřín se trouve à 19 km au sud-est de Jemnice, à 24 km à l'ouest-nord-ouest de Znojmo, à 73 km à l'ouest-sud-ouest de Brno et à 162 km au sud-est de Prague.
La commune est limitée par Podhradí nad Dyjí au nord-ouest, par Oslnovice et Bítov au nord, par Chvalatice au nord-est, par Lančov et Podmyče à l'est, par Šafov au sud, et par Stálky à l'ouest.

## Histoire
La première mention écrite de la localité date de 1323.